# Terra di Dobrzyń
La Terra di Dobrzyń (in polacco ziemia dobrzyńska) è una regione storica, con capoluogo nella città di Dobrzyń nad Wisłą, situata nella Polonia centro-settentrionale, all'interno della Grande Polonia, a cavallo tra la Masovia e la Prussia. L'area è circoscritta dal fiume Vistola localizzato a nord-est, dal Drwęca a sud e dallo Skrwa a ovest e corrisponde, con buona approssimazione, agli attuali powiat di Lipno, Rypin e metà del Golub-Dobrzyń, a loro volta inclusi nel voivodato della Cuiavia-Pomerania, sebbene vi siano piccole porzioni facenti capo a altri distretti. In totale, occupa circa 3.000 km² e conta quasi 200.000 abitanti.

## Storia
La regione ha fatto parte dei feudi gestiti dalla dinastia Piast probabilmente sin dal duca Miecislao I di Polonia (960–992). Alla morte del suo discendente il duca Boleslao III Krzywousty nel 1138, i possedimenti furono assegnati al ducato di Masovia di recente costituzione. Nel corso della crociata prussiana, il duca Corrado I di Masovia nel 1228 istituì l'ordine di Dobrzyń dei cavalieri tedeschi (fratribus militiae Christi in Prussia), al quale assegnò le terre della regione da cui traevano il nome. Subito dopo, tuttavia, quest'ordine fu assorbito dai cavalieri teutonici, che avevano stabilito lo Stato monastico nell'adiacente Terra di Chełmno. Per tutta la seconda metà del XIII secolo, Dobrzyń e i suoi dintorni appartennero ai Piast della Cuiavia, il nuovo ramo della dinastia originaria della Masovia. Col passare dei secoli, assieme alle altre suddivisioni territoriali dell'odierno territorio polacco, divenne parte del risorto Regno di Polonia.
Durante la guerra polacco-teutonica del 1326-1332, le forze dello Stato monastico occuparono la Terra di Dobrzyń, che tuttavia fu ceduta al Regno di Polonia nel trattato di Kalisz del 1343. I cavalieri ripresero temporaneamente il controllo della regione nel corso della guerra polacco-lituano-teutonica del 1409-1411, ma dopo la loro sconfitta nella battaglia di Grunwald dovettero restituirla di nuovo secondo il trattato di Toruń (1411). Fu incorporata nel voivodato di Inowrocław della Corona Polacca e nella Confederazione polacco-lituana. Tuttavia, essa rientrava ancora nella diocesi di Płock della Masovia (e non nella diocesi della Grande Polonia di Włocławek).
Mentre la parte occidentale del voivodato era già stata annessa dalla Prussia nel corso della prima spartizione della Polonia nel 1772, la terra di Dobrzyń sulle rive orientali della Vistola fu incorporata nella Prussia meridionale durante la seconda divisione nel 1793. Fu amministrata con la Nuova Prussia Orientale dal 1795 in poi, fino a quando nel 1807 entrò a far parte del Ducato napoleonico di Varsavia secondo i termini della pace di Tilsit. Nel 1815, tuttavia, fu annessa al Regno del Congresso sotto l'Impero russo.
La terra di Dobrzyń, dopo la prima guerra mondiale, finì in mano alla Polonia indipendente, venendo poi occupata dalla Germania nazista nella seconda guerra mondiale, dopodiché divenne infine parte della Polonia odierna.

## Caratteristiche
La regione conta numerosi laghi (come l'adiacente Prussia o la Grande Polonia) e discendenti degli "yeoman" (drobna szlachta, simile alla Mazovia). Le città di Toruń e Włocławek, così come le città di Ciechocinek e Sierpc, si trovano appena oltre il suo confine. Il suo santuario di Nostra Signora più antico ufficialmente attivo è Skępe, mentre un altro è quello di Obory. A livello ecclesiastico, la zona è ripartita tra le diocesi di Włocławek e di Płock. Dopo il 1793 ha fatto parte delle unità amministrative con capitale a Płock e Varsavia; dal 1938 apparteneva a Toruń e Włocławek. Per quanto concerne i dialetti locali, di solito si parlano delle varianti simili a quelle parlate nella Terra di Chełmno. Pertanto, si suole considerare la regione come una suddivisione minore di tre grandi e diverse province: quella della Grande Polonia, la Masovia e la Prussia.